# San Gabriel Mountains
De San Gabriel Mountains zijn een bergketen ten noorden van Los Angeles in Californië. De bergketen vormt de scheiding tussen de Greater Los Angeles Area in het zuiden en de Mojave Desert in het noorden. Omdat ze van oost naar west loopt wordt ze tot de Transverse Ranges gerekend.
Een groot deel van de keten bevindt zich in het Angeles National Forest. De hoogste top van de San Gabriel Mountains is de Mount San Antonio (3067 m), die vaak Mount Baldy genoemd wordt. Mount Wilson (1740 m) is een vaak bezochte top en herbergt het Mount Wilson-observatorium.
De San Gabriel Mountains zijn in het oosten verbonden met de San Bernardino Mountains en in het westen met de Santa Monica Mountains. De San Gabriel Mountains zijn via de Sierra Pelona Mountains en de San Emigdio Mountains in het noordwesten verbonden met de Tehachapi Mountains.

## Bergtoppen
Gerangschikt van hoog naar laag
- Mount San Antonio (Mt. Baldy) 3067 meter
- Pine Mountain 2940 meter
- Dawson Peak 2918 meter
- Cucamonga Peak 2721 meter
- Iron Mountain 2440 meter
- South Mount Hawkins 2372 meter
- Mount Disappointment 1817 meter
- Vetter Mountain 1800 meter
- Mount Wilson 1740 meter
- Mount Lowe 1707 meter
- Echo Mountain 977 meter